# Pelonomi Venson-Moitoi
Pelonomi Venson-Moitoi, née en 1951, est une journaliste et une femme politique tswana, appartenant au Parti démocratique du Botswana, députée puis ministre à plusieurs reprises dans les années 2000 et 2010.

## Biographie
Née le 31 mai 1951, elle est diplômée de l'université de Central Michigan, aux États-Unis,.
Après un parcours professionnel dans les médias, elle est nommée à l'Assemblée nationale du Botswana en 1999, sur un des deux postes réservés à un membre coopté, et, s'investissant dans la vie politique dans la durée, est réélue aux élections générales de 2004. Elle est également secrétaire générale adjointe du Parti démocratique du Botswana (BDP) de 1999 à 2003,. Entre 2001 et 2004, elle devient ministre des Travaux publics, des Transports et des Communications, puis ministre du Commerce, de l'Industrie, de la Faune et du Tourisme de 2002 à 2004.
Elle est nommée ministre de la Communication, de la Science et de la Technologie en 2004. En 2009, après quelques années de retrait, elle est de nouveau ministre de la Communication, de la Science et de la Technologie, puis est nommée ultérieurement ministre de l'Éducation. En 2013, son nom est évoqué un moment pour prendre la direction de son parti, le BDP, et succéder à Daniel Kwelagobe, ce qui est significatif de son importance prise sur l'échiquier politique. En octobre 2014, elle se voit confier un ministère régalien en devenant ministre des Affaires étrangères du Botswana.
En 2016, elle devient un des cinq candidats (dont deux femmes) à la présidence de la Commission de l'Union africaine, poste détenue depuis 2012 par la Sud-Africaine Nkosazana Dlamini-Zuma. L'élection a lieu fin janvier 2017 et Pelonomi Venson-Moitoi est éliminée au deuxième tour,,,.